# Closure (jeu vidéo)
Pour les articles homonymes, voir Closure.
Closure est un jeu vidéo de plates-formes et de réflexion développé par le studio indépendant Eyebrow Interactive. Tout d'abord uniquement jouable en ligne au travers d'un navigateur web, il sort sur la PlayStation 3 via le PlayStation Network le 27 mars 2012 puis est porté sur Microsoft Windows et OS X en septembre et sur Linux en décembre de la même année. Le joueur y contrôle une mystérieuse créature à travers des niveaux en noir et blanc.

## Système de jeu
Dans Closure, tout ce qui est plongé dans l'obscurité n'existe pas, ce qui contraint le joueur à manipuler diverses sources d'éclairages afin de pouvoir se frayer un chemin à travers chaque niveau.
Peu après le début du jeu, le joueur est amené à choisir entre trois portes, chacune d'entre elles amenant vers un nouvel environnement composé de 24 salles indépendantes, débloquées au fur et à mesure de la progression de celui-ci. À chaque monde est associé une apparence particulière du personnage et des mécaniques de jeu spécifique, liées à des types particuliers de casse-tête.

Les différents environnements de Closure
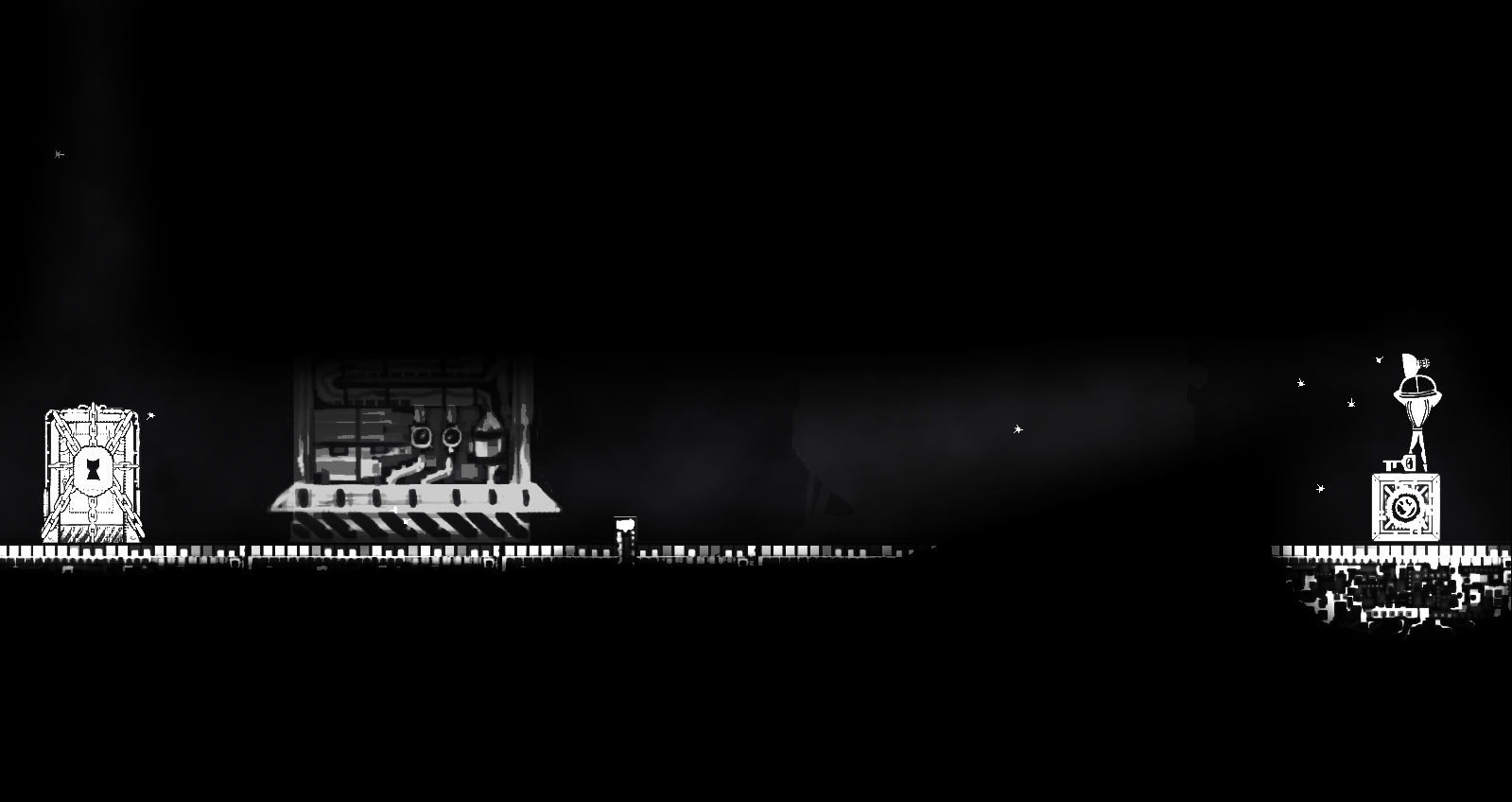
Le monde de l'usine
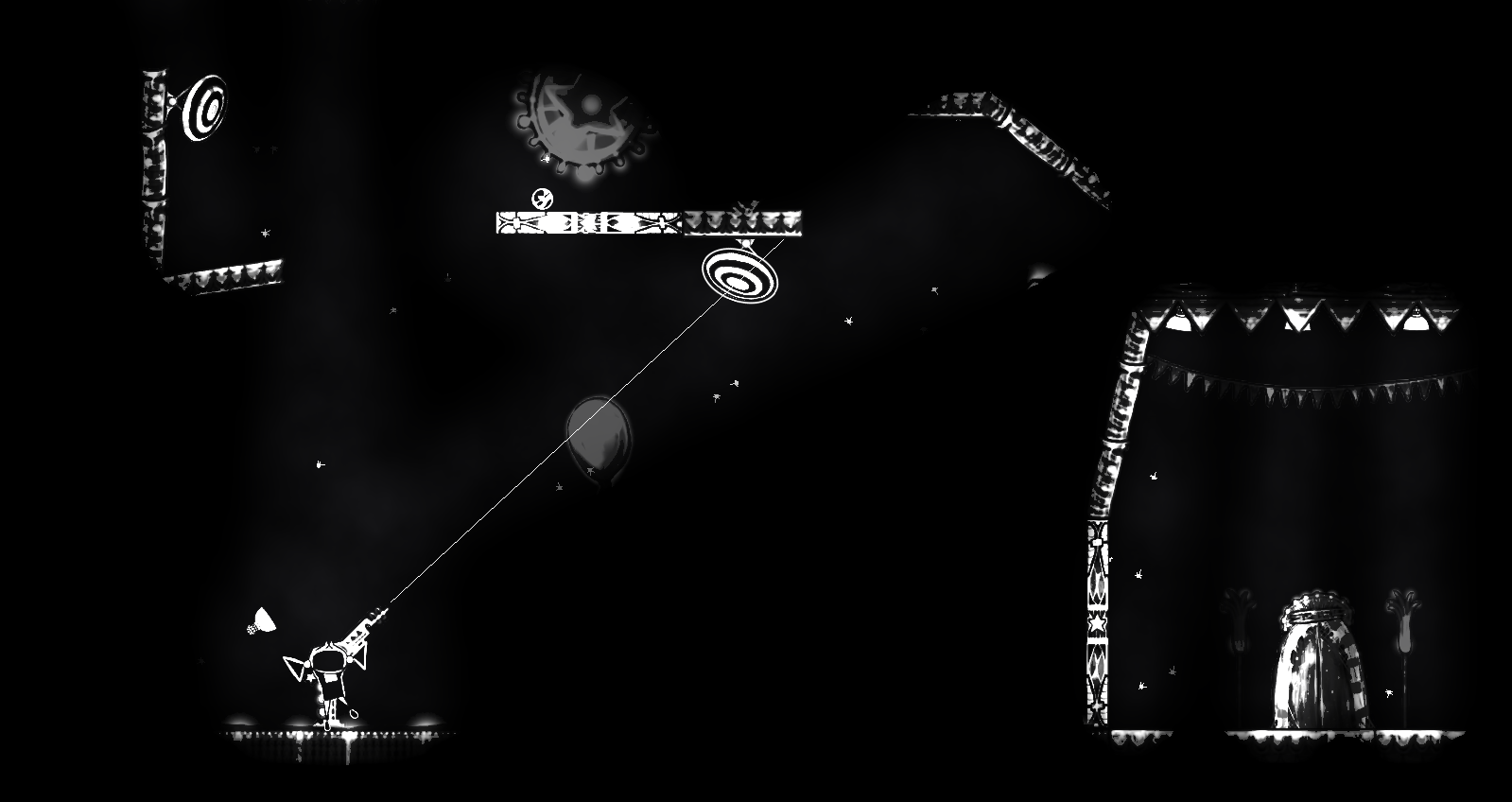
Le monde du carnaval
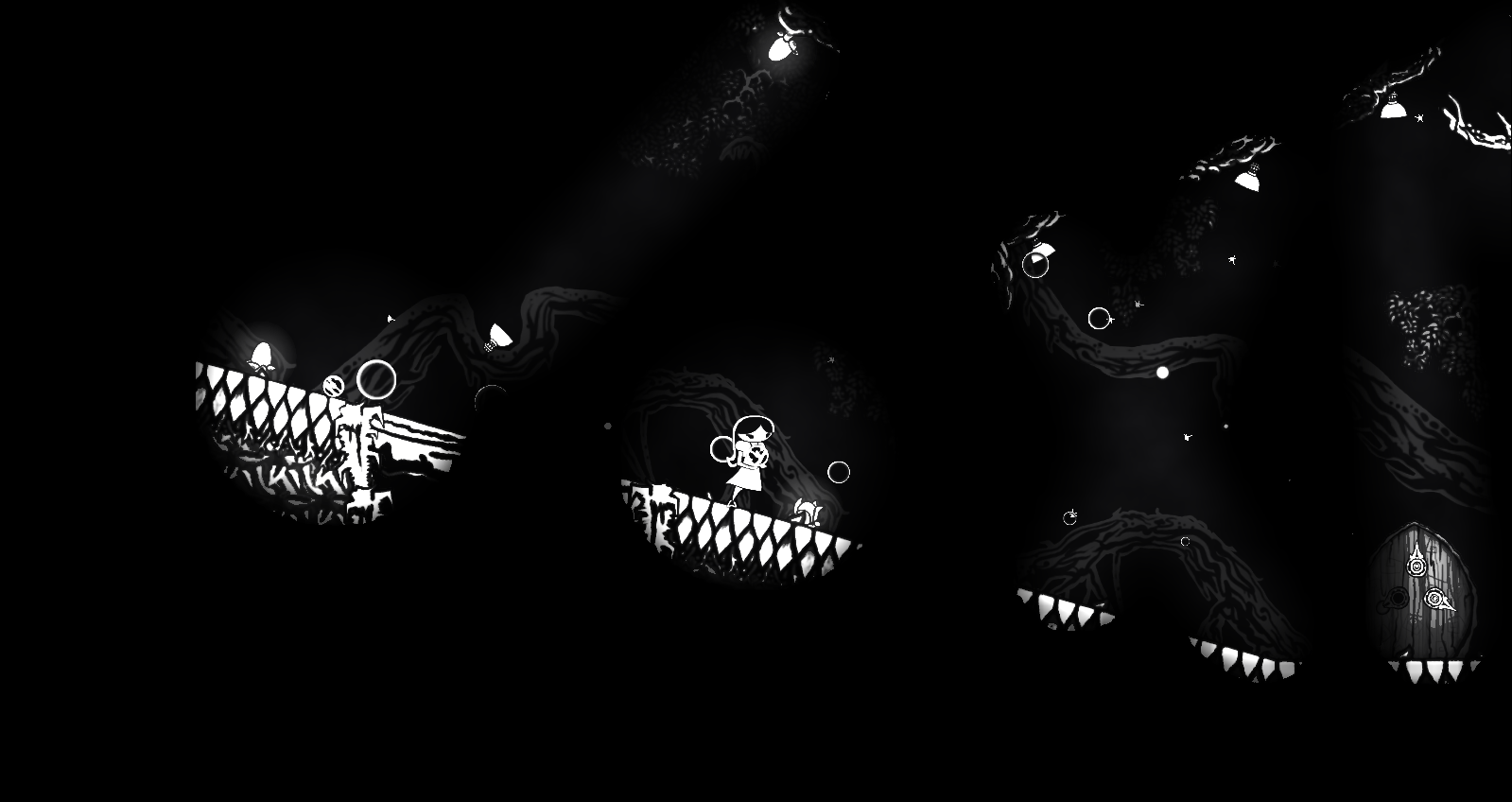
Le monde de la forêt

## Accueil

### Critiques
Le titre est globalement bien salué par la critique. Dans son test de la version PlayStation 3, Eurogamer le qualifie d'excellent jeu de réflexion et apprécie ses niveaux qu'il juge tour à tour enchanteurs et inquiétants. 1UP.com et IGN ne sont pas en reste et apprécient grandement ses graphismes en noir et blanc, ce dernier les comparant même à ceux de Limbo. Le site anglophone souligne également que la musique accompagne non seulement parfaitement le reste du jeu mais aussi qu'elle participe pour beaucoup à construire l'ambiance sombre et triste du titre. Enfin, il salue la jouabilité de l'ensemble, les différentes énigmes augmentant progressivement en difficulté sans jamais frustrer le joueur pour autant.
1UP.com note toutefois qu'il assez dur de savoir où se situe exactement le bord des plates-formes et qu'il est dès lors facile de perdre un objet en le faisant tomber par inadvertance dans le vide. Le personnage ne pouvant porter qu'un objet à la fois, le joueur peut régulièrement en perdre un et est ainsi amené de façon fréquente à recommencer un niveau.

### Récompenses
Closure a reçu le prix de l'excellence audio de l'édition 2010 de l'Independent Games Festival. Il s'est aussi vu décerner le prix de l'innovation sur le gameplay de l'IndieCade 2009 et le Grand Prix de l'Indie Game Challenge en 2012.

## Différentes versions
Le jeu connaît en 2009 une première version utilisant Adobe Flash, jouable dans un navigateur web, avant d'être porté en Amérique du Nord sur le PlayStation Network le 27 mars 2012. Le jeu sort également le 7 septembre 2012 sur Windows et OS X via la plate-forme de téléchargement Steam puis devient disponible sous GNU/Linux à l'occasion de sa distribution dans la septième édition du Humble Indie Bundle.